# Resolución 382 del Consejo de Seguridad de las Naciones Unidas
La resolución 382 del Consejo de Seguridad de las Naciones Unidas, adoptada por unanimidad el 1 de diciembre de 1975, después de examinar la solicitud de Surinam para la membresía en las Naciones Unidas, el Consejo recomendó a la Asamblea General que Surinam fuese admitida.